# Alexander Flierl
Alexander Flierl (* 9. Februar 1970 in Oberviechtach) ist ein deutscher Rechtsanwalt und Politiker (CSU). Er ist seit 2013 Mitglied des Bayerischen Landtages.

## Werdegang
Nach dem Abitur 1989 am Ortenburg-Gymnasium Oberviechtach nahm Flierl ein Studium der Rechtswissenschaft an der Universität Regensburg auf, das er 1994 mit dem Ersten Staatsexamen abschloss. Im Anschluss folgte der juristische Vorbereitungsdienst, den er 1996 mit der Ablegung des Zweiten Staatsexamens beendete. Seit 1996 ist er als Rechtsanwalt mit eigener Kanzlei in Oberviechtach tätig.
Flierl trat 1993 in die CSU ein. Er ist seit 2009 Vorsitzender des CSU-Kreisverbandes Schwandorf und Mitglied im Bezirksvorstand der CSU Oberpfalz.
Flierl ist seit 1996 Stadtrat in Oberviechtach und Kreisrat im Landkreis Schwandorf. 2002 wurde er zum Vorsitzenden der CSU-Kreistagsfraktion gewählt. Bei den Landtagswahlen 2013, 2018 und 2023 gewann er jeweils das Direktmandat im Stimmkreis Schwandorf. Im Landtag war er in der 17. Wahlperiode Mitglied des Ausschusses für Kommunale Fragen, Innere Sicherheit und Sport, des Ausschusses für Umwelt und Verbraucherschutz sowie des Parlamentarischen Kontrollgremiums. In der 18. Wahlperiode ist er Mitglied des Ausschusses für Ernährung, Landwirtschaft und Forsten, des Ausschusses für Umwelt und Verbraucherschutz, des Parlamentarischen Kontrollgremiums sowie der G 10-Kommission.
Flierl engagiert sich ehrenamtlich in zahlreichen Vereinen und Verbänden, darunter im Franz-Jobst-Hilfe e.V,  in der BJV Kreisgruppe Oberviechtach, wo er der BJV-Regierungsbezirksvorsitzender ist.

## Privates
Flierl ist verheiratet und Vater zweier Kinder. Er ist römisch-katholischer Konfession.